# 132-й меридіан східної довготи
132-й меридіан східної довготи — лінія довготи, що лежить на 132 градуси східніше Гринвіцького меридіана. Вона проходить від Північного полюса через Північний Льодовитий океан, Азію, Тихий океан, Індійський океан, Австралазію, Південний океан та Антарктиду до Південного полюса.
132-й меридіан східної довготи формує велике коло разом із 48-мим меридіаном західної довготи.

## Список географічних об'єктів, що перетинає 132° сх. д.
Починаючи на Північному полюсі та рухаючись до Південного полюса, 132-й меридіан східної довготи проходить через:
| Координати                                                   | Країна, територія або море | Примітки                                                                  |
| ------------------------------------------------------------ | -------------------------- | ------------------------------------------------------------------------- |
| 90°0′ пн. ш. 132°0′ сх. д. / 90.000° пн. ш. 132.000° сх. д.  | Північний Льодовитий океан |                                                                           |
| 77°0′ пн. ш. 132°0′ сх. д. / 77.000° пн. ш. 132.000° сх. д.  | Море Лаптєвих              |                                                                           |
| 71°16′ пн. ш. 132°0′ сх. д. / 71.267° пн. ш. 132.000° сх. д. | Росія                      |                                                                           |
| 47°42′ пн. ш. 132°0′ сх. д. / 47.700° пн. ш. 132.000° сх. д. | КНР                        | Хейлунцзян                                                                |
| 45°15′ пн. ш. 132°0′ сх. д. / 45.250° пн. ш. 132.000° сх. д. | Росія                      | Приморський край — проходить східніше Владивостока                        |
| 43°6′ пн. ш. 132°0′ сх. д. / 43.100° пн. ш. 132.000° сх. д.  | Японське море              | Проходить східніше Ліанкурових скель                                      |
| 34°51′ пн. ш. 132°0′ сх. д. / 34.850° пн. ш. 132.000° сх. д. | Японія                     | Проходить через острів Хонсю                                              |
| 33°54′ пн. ш. 132°0′ сх. д. / 33.900° пн. ш. 132.000° сх. д. | Внутрішнє Японське море    |                                                                           |
| 33°19′ пн. ш. 132°0′ сх. д. / 33.317° пн. ш. 132.000° сх. д. | Протока Бунго[en]          |                                                                           |
| 33°5′ пн. ш. 132°0′ сх. д. / 33.083° пн. ш. 132.000° сх. д.  | Японія                     | Проходить через острів Кюсю                                               |
| 32°49′ пн. ш. 132°0′ сх. д. / 32.817° пн. ш. 132.000° сх. д. | Тихий океан                | Проходить східніше острова Пуло-Анна[de], Палау                           |
| 0°33′ пд. ш. 132°0′ сх. д. / 0.550° пд. ш. 132.000° сх. д.   | Індонезія                  | Проходить через Нову Гвінею                                               |
| 1°59′ пд. ш. 132°0′ сх. д. / 1.983° пд. ш. 132.000° сх. д.   | Затока Берау[en]           |                                                                           |
| 2°46′ пд. ш. 132°0′ сх. д. / 2.767° пд. ш. 132.000° сх. д.   | Індонезія                  | Проходить через Нову Гвінею                                               |
| 2°54′ пд. ш. 132°0′ сх. д. / 2.900° пд. ш. 132.000° сх. д.   | Море Серам                 |                                                                           |
| 5°18′ пд. ш. 132°0′ сх. д. / 5.300° пд. ш. 132.000° сх. д.   | Індонезія                  | Проходить через острів Кур[de]                                            |
| 5°22′ пд. ш. 132°0′ сх. д. / 5.367° пд. ш. 132.000° сх. д.   | Море Банда                 |                                                                           |
| 6°59′ пд. ш. 132°0′ сх. д. / 6.983° пд. ш. 132.000° сх. д.   | Індонезія                  | Проходить через острів Фордата                                            |
| 7°0′ пд. ш. 132°0′ сх. д. / 7.000° пд. ш. 132.000° сх. д.    | Арафурське море            | проходить східніше острова Ларат[id], Індонезія                           |
| 11°7′ пд. ш. 132°0′ сх. д. / 11.117° пд. ш. 132.000° сх. д.  | Австралія                  | Північна Територія — проходить через півострів Кобург[en]                 |
| 11°26′ пд. ш. 132°0′ сх. д. / 11.433° пд. ш. 132.000° сх. д. | Затока Ван-Дімен           |                                                                           |
| 12°17′ пд. ш. 132°0′ сх. д. / 12.283° пд. ш. 132.000° сх. д. | Австралія                  | Північна Територія Південна Австралія                                     |
| 31°52′ пд. ш. 132°0′ сх. д. / 31.867° пд. ш. 132.000° сх. д. | Індійський океан           | Австралія визнає цю акваторію частиною Південного океану[1][2]            |
| 60°0′ пд. ш. 132°0′ сх. д. / 60.000° пд. ш. 132.000° сх. д.  | Південний океан            |                                                                           |
| 66°11′ пд. ш. 132°0′ сх. д. / 66.183° пд. ш. 132.000° сх. д. | Антарктида                 | Проходить через Австралійську антарктичну територію (претендує Австралія) |